# 合田直弘
合田 直弘（ごうだ なおひろ、1959年12月27日 - ）は、日本の海外競馬評論家、解説者、レーシングジャーナリスト。東京都出身。

## 人物
- 日本国外の競馬事情に精通し、日本国外で行われたレースを放映する時に解説を務めることもある。そのため「世界の合田」とのニックネームで呼ばれている。また、英語は同時通訳級。
- 星座はやぎ座、血液型はA型。趣味は家族、お酒、風呂。
- 思い出の馬はタニノムーティエ、思い出のレースはそのタニノムーティエが驚異的な追い込みで勝った1970年のスプリングステークス。

## 経歴
父親が競馬好きだったため、小さいころから週末に競馬中継をよく見ていた。中学受験を経て慶應義塾普通部（中学校）に進学すると馬術部に入部し、乗馬を始める。そのころに行った千葉新田牧場（閉鎖）や那須野牧場などにいた競走馬、雑誌『優駿』の記事、FENの放送などによって日本国外の競馬に興味を持ち始める（なお、千葉新田牧場の代表を務めた新田幸次郎は馬術部の同級生）。
慶應義塾高等学校を経て、1982年に慶應義塾大学経済学部を卒業し、テレビ東京に入社。『土曜競馬中継』などの制作を担当した。1988年に同局を退社。退職金を使ってイギリスで英語を学びながら競馬場に通う日々を送る。その後、日本国外の競馬に関連する業務を行う有限会社「リージェント」を設立。同時期にテレビ、新聞などで解説を始め現在に至る。競馬解説以外にもセレクトセールなどの競走馬のせり会場にてイントロダクターなどの役割を務めることもある。

## 出演番組
- 世界の競馬（NHK BS1）
- 海外競馬ジャーナル（グリーンチャンネル）
- J SPORTSステークス（J sports ESPN）
- 地・中・海ケイバモード（グリーンチャンネル）
- Go Racing!（グリーンチャンネル）
- ALL IN LINE!〜世界の競馬〜（グリーンチャンネル）
- セレクトセール生中継（グリーンチャンネル）

## 連載
- 海外ターフ事情（スポーツニッポン）
- 世界の競馬（netkeiba.com）

## 著書
- 「海外競馬完全読本」（東邦出版）　※共著
- 「海外競馬完全読本 2006-2007」（東邦出版）　※共著

## エピソード
- 強豪外国馬が多数参戦した2005年のジャパンカップで「外国馬が3頭掲示板に載らなかったら坊主になる」と宣言。結果、掲示板に載ったのはアルカセットとウィジャボードの2頭だけだったため、後日断髪式を行った。その後、罰ゲームとしてレイザーラモンHGのコスプレでグリーンチャンネルの『知りたいKEIBA情報局』に登場。しかし罰ゲームのはずが本人は非常にノリノリで、司会の鈴木淑子を番組終了まで笑わせていた。その『知りたいKEIBA情報局』では、以前にも罰ゲームでバカ殿などのコスプレをしたことがある。
- 2006年11月22日放送の『RIDE ON 22』（グリーンチャンネル）で、2006年のジャパンカップは、◎ウィジャボード、○ハーツクライ、▲ディープインパクトと予想。司会の須田鷹雄が3連複でいいといったにもかかわらず、自ら3連単に限定。当たったら須田と一緒に同番組の司会を務める桜井悠美子が1日家政婦をするが、外れたらお笑い芸人のたむらけんじの格好（ふんどし、サングラス、獅子舞）をするという公約をした（しかし、合田はその時点ではたむらけんじを知らなかったらしい）。結果はディープインパクトが1着、ウィジャボード3着、ハーツクライ10着となり、予想ははずれ。そして2007年1月17日、『RIDE ON 22』年明け第1回目の放送の冒頭で、須田が東急ハンズで購入したという「たむらけんじセット」を身につけ、「RIDE ON 22!新春初祭り!」というタイトルコールを行った。タイトルコール後の須田は、罰ゲームについてあえて触れないという行動に出たが、桜井が「触れないんですか?（笑）」と聞いてきたため、「東急ハンズってすげーな」という感想を述べた。なお、合田は体に「いぢめに負けるな」と書いており、須田が推奨した「ヘルシーなマーケット」という言葉は採用されなかったという。
- 夫人はドイツ語が堪能。